# آیا (ملکه)
| i | A1 | i | i |

| i | A1 | i | i |

آیا (انگلیسی: Aya) ملکه همسر مصر باستان در اوایل دوران حکمرانی دودمان سیزدهم مصر (مابین ۱۸۰۳ تا ۱۶۴۹ دوران مشترک) است.

## نشانه‌های تاریخی
او از دو منبع شناخته شده است. همچنین می‌توان او را با وزیر دربار «آنخو» مرتبط دانست.

### موزه مارتین فون واگنر، وورتسبورگ، شماره اچ ۳۵
در ابیدوس «آیا» بر روی یک سنگ یادبود که اکنون در شهر وورتسبورگ نگهداری می‌شود، دیده می‌شود. از این منبع مشخص می‌شود که او بخشی از یک خانواده بانفوذ از مقامات بلندپایهٔ دربار بوده و با «وزیر اعظم» نسبت فامیلی داشته است.

### پاپیروس بولاق ۱۸
او در پاپیروس بولاق ۱۸ نیز ظاهر می‌شود. این سند، گزارشی اداری است که متعلق به کاخ سلطنتی تبس در زمان یکی از شاهان دودمان سیزدهم مصر می‌باشد. این پاپیروس در مقبره کاتب محوطه بزرگ، نفرحتپ پیدا شده است. نام پادشاه در این پاپیروس به‌طور کامل باقی نمانده است.
از مقامات بلندپایه‌ای که در این متن ذکر شده‌اند، می‌توان به وزیر آنخو و مدیر ارشد دربار، عابِنی (Aabeni) اشاره کرد.

### گمانه‌زنی‌ها
بسیاری از پژوهشگران، باقیماندهٔ نام پادشاه در پاپیروس بولاق ۱۸ را به صورت سخم‌رع خوتاوی سوبک‌حتپ می‌خوانند. با این حال، این خوانش مورد اختلاف است و پیشنهادهای دیگری هم مطرح شده‌اند، از جمله شاهان سهِتب‌کارع اینتف و فرعون امرامشا. بنابراین، در مورد هویت همسر آیا هنوز تردیدهایی وجود دارد.